# Cork City FC
Cork City Football Club is een Ierse voetbalclub uit de stad Cork.

## Geschiedenis

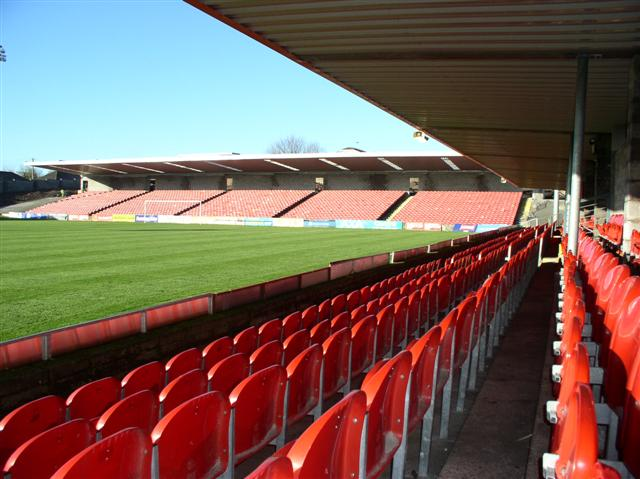
Turners Cross

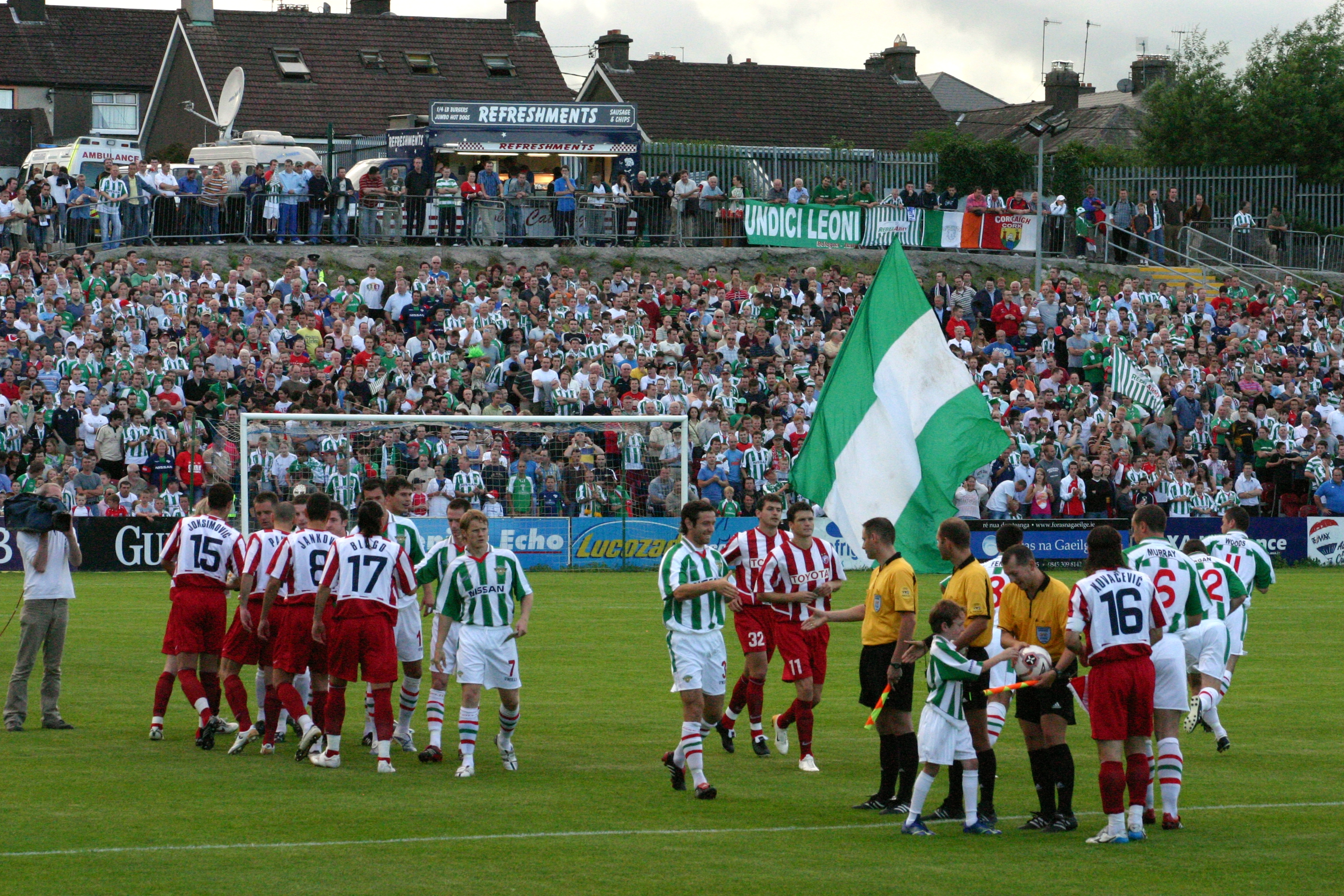
Thuiswedstrijd in de voorronde van de UEFA Champions League 2006/07 tegen Rode Ster Belgrado

Nadat Cork Hibernians in 1976 en Cork United in 1982 ontbonden werden had de tweede grootste stad van Ierland geen grote voetbalclub meer waardoor Cork City in 1984 werd opgericht en meteen in de eerste klasse werd toegelaten. De eerste jaren was de club niet erg succesvol en speelde het tegen degradatie.
Eind jaren 80 ging het al wat beter, de League Cup werd binnengehaald. Van 1991-1994 eindigde de club steevast in de top drie. Met de titel in 1993 mocht de club voor het eerst deelnemen aan de Europacup I (de Champions League bestond toen nog niet), daar haalde de club de tweede ronde. In 1998 werd ook de beker binnen gehaald en in 2005 werd de club opnieuw kampioen.
Begin 2010 kreeg de club geen licentie voor het hoogste niveau vanwege financiële problemen. Op 23 februari 2010 hield de club op te bestaan. De club werd opgekocht door supportersvereniging FORAS en ging vanaf 2010 verder als Cork City FORAS Co-op. Niet lang daarna werden de oude naam, het logo en de historie uit de boedel overgenomen en ging de club weer verder als Cork City Football Club. De club werd in 2011 kampioen op het tweede niveau waardoor Cork City in 2012 weer op het hoogste niveau speelde. In 2020 eindigde de club als laatste in de Premier Division en degradeerde zodoende opnieuw naar het tweede niveau. Daarna werden zij weer achtste op het tweede niveau.

## Erelijst
- Landskampioen

1993, 2005, 2017
- FAI Cup

1998, 2007, 2016, 2017
- President's Cup (Ierse Super Cup)

2016, 2017, 2018
- FAI League Cup

1988, 1995, 1999
- FAI First Division

2011
- Setanta Sports Cup

2008

## Overzichtslijsten

### Eindklasseringen
| 9 |

| 10 |

| 7 |

| 7 |

| 8 |

| 5 |

| 2 |

| 3 |

| 1 |

| 2 |

| 7 |

| 9 |

| 4 |

| 3 |

| 2 |

| 2 |

| 3 |

| 6 |

| 4 |

| 3 |

| 2 |

| 1 |

| 4 |

| 4 |

| 5 |

| 3 |

| 6 |

| 1 |

| 6 |

| 6 |

| 2 |

| 2 |

| 2 |

| 1 |

| 2 |

| 8 |

| 10 |

| 6 |

| 1 |

| 9 |

| 1 |

| Premier Division | First Division |

Tot 1985 werd voor het 1 niveau de naam League of Ireland gehanteerd en voor het 2e niveau League of Ireland B Division.

### Seizoensresultaten vanaf 2000
| Seizoen | Competitie       | Niveau | Eindstand | FAI Cup      | Opmerking                                                                               |
| ------- | ---------------- | ------ | --------- | ------------ | --------------------------------------------------------------------------------------- |
| 1999/00 | Premier Division | I      | 2         |              | Ligatopscorer: Pat Morley (20)                                                          |
| 2000/01 | Premier Division | I      | 3         |              |                                                                                         |
| 2001/02 | Premier Division | I      | 6         |              |                                                                                         |
| 2002/03 | Premier Division | I      | 4         | halve finale | 1½ speelronde i.v.m. overgang naar kalenderjaarseizoen                                  |
| 2003    | Premier Division | I      | 3         |              |                                                                                         |
| 2004    | Premier Division | I      | 2         | 2e ronde     |                                                                                         |
| 2005    | Premier Division | I      |           | Finale       | > Drogheda United FC: 0-2                                                               |
| 2006    | Premier Division | I      | 4         | 2e ronde     |                                                                                         |
| 2007    | Premier Division | I      | 4         | Winnaar      | > Longford Town FC: 1-0                                                                 |
| 2008    | Premier Division | I      | 5         | kwartfinale  |                                                                                         |
| 2009    | Premier Division | I      | 3         | 3e ronde     | Gedwongen degradatie na liquidatie holding                                              |
| 2010    | First Division   | II     | 6         | 8e finale    | Ligatopscorer ex aequo: Graham Cummins (18)                                             |
| 2011    | First Division   | II     | 1         | kwartfinale  | Ligatopscorer: Graham Cummins (24); Finalist League Cup > Derry City FC: 0-1            |
| 2012    | Premier Division | I      | 6         | 3e ronde     |                                                                                         |
| 2013    | Premier Division | I      | 6         | 3e ronde     |                                                                                         |
| 2014    | Premier Division | I      | 2         | 3e ronde     |                                                                                         |
| 2015    | Premier Division | I      | 2         | Finale       | > Dundalk FC: 0-1 n.v.                                                                  |
| 2016    | Premier Division | I      | 2         | Winnaar      | > Dundalk FC: 1-0 n.v.; Ligatopscorer: Sean Maguire (18); Winnaar President's Cup       |
| 2017    | Premier Division | I      |           | Winnaar      | > Dundalk FC: 1-1 (5-3 n.s.); Ligatopscorer: Sean Maguire (20); Winnaar President's Cup |
| 2018    | Premier Division | I      | 2         | Finale       | > Dundalk FC: 1-2; Winnaar President's Cup                                              |
| 2019    | Premier Division | I      | 8         | 2e ronde     |                                                                                         |
| 2020    | Premier Division | I      | 10        | 2e ronde     | competitie na 18 wedstrijden afgebroken i.v.m. coronapandemie                           |
| 2021    | First Division   | II     | 6         | 2e ronde     |                                                                                         |
| 2022    | First Division   | II     | 1         | 2e ronde     |                                                                                         |
| 2023    | Premier Division | I      | 9         | halve finale | play-out > Waterford FC: 1-2                                                            |
| 2024    | First Division   | II     | 1         | 8e finale    |                                                                                         |
| 2025    | Premier Division | I      | .         |              |                                                                                         |

### Cork City FC in Europa
Cork City FC speelt sinds 1989 in diverse Europese competities. Hieronder staan de competities en in welke seizoenen de club deelnam:
- Champions League (3x)

1993/94, 2006/07, 2018/19
- Europa League (5x)

2015/16, 2016/17, 2017/18, 2018/19, 2019/20
- Europacup II (2x)

1989/90, 1998/99
- UEFA Cup (6x)

1991/92, 1994/95, 1999/00, 2000/01, 2005/06, 2008/09
- Intertoto Cup (4x)

1997, 2001, 2004, 2007

## Records
- Grootste overwinning: 7-1 tegen Limerick FC op 26 september 1993
- Zwaarste nederlaag: 2-7 tegen Derry City op 27 augustus 1987
- Langste reeks ongeslagen: (24) van 24 april 1990 tot 13 januari 1991
- Meeste opeenvolgende overwinningen: (8) van 30 augustus 1998 tot 18 oktober 1998